# 在日アメリカ人
在日アメリカ人（ざいにちアメリカじん）は、日本に一定期間在住するアメリカ国籍の人々である。一方で、日本に帰化したアメリカ人およびその子孫のことをアメリカ系日本人と言うことがある。
在日アメリカ人は2024年12月末現在において66,111人であって、インドネシアに次いで在日外国人のトップ10に入り、外国人全体の1.75％を占めている。経営者や技術・人文知識・国際業務、法律・会計業務などで働きに来ている人が多く、また、留学などで学びに来ている人も多いが、教育や宗教などを教えに来ている人も多い。

## 概要

### 人数
日本の法務省の在留外国人統計によると、2023年12月末現在で日本にいる中長期在留者・特別永住者のアメリカ人は、63,408人（194国中8位）である。2023年12月時点の内訳で永住しているアメリカ人やその家族は1万9856人であり、それ以外のアメリカ人が4万3552人である。このほかに、公表される在留外国人数に含まれていない、在留資格「外交」・「公用」の者や90日以下の短期滞在者がいる。また、在日米軍の関係者 が日米地位協定（SOFA）の適用に拠って、日本の在留管理制度（旧・外国人登録制度）の対象から除かれている。そのほかに日本に帰化したアメリカ人やその子孫、日米二重国籍者を含めると、実際に日本に在住しているアメリカ系日本人とアメリカ人の人口はさらに膨れ上がる。

### 年代
2021年6月末時点で中長期在留者・特別永住者である在日アメリカ人の男女比は、68対32であり、年代別に見ると30代（1万3319人）が最も多く、次いで40代（9121人）が多い。さらに50代（16％）、60代（10％）、70代（5％）でも各年代の比率は、在留外国人全体の平均と比べるとそれぞれ2～5％ポイント高い（ただし年代が上がるにつれて差は狭まる）。

### 在留資格
在日アメリカ人（5万7299人、2022年6月末時点）の約6割（59％）は、就労制限のない在留資格「永住者」（1万9075人、資格別内訳中1位）、「永住者の配偶者等」（416人）、「定住者 」（1385人、資格別内訳中7位）及び「日本人の配偶者等」（1万1406人、資格別内訳中2位）のほか特別永住者（838人）である。制限のある在留資格としては「技術・人文知識・国際業務」が8131人（資格別内訳中3位）、「教育」が5113人（同4位）、「家族滞在」が3677人（同5位）、「留学」が1288人（同6位）と多い。在日外国人全体の中で比較すると、「教育」（人数前述）、「宗教」（831人）、「興行」（308人）や「法律・会計業務」（56人）は米国が最も多く、「教授」（798人、他国との比較順位中2位）や「芸術」（52人、同3位）も多い。在日外国人全体に占める在日アメリカ人の割合は2パーセントに過ぎないが、「教育」（43％）と「法律・会計業務」（40％）の各資格における在日アメリカ人の割合は高い。この他に「高度専門職」（1号イ～2号の計610人、インドと韓国に次いで4位）も多いが、1位の中国（1万469人）からは引き離されている。

### 職種
2021年10月末時点の在日アメリカ人の労働者人口は、3万3141人（2021年12月時点の在留数との比率およそ61％）であった（なお失業率については不詳）。産業別の内訳は「教育、学習支援業」（全産業計における構成比42.9％）が最も多く、そのほか「情報通信業」（同7.5％）、「卸売業、小売業」（同6.0％）、「製造業」（3.7％）、「宿泊業、飲食サービス業」（同1.8％）や「サービス業（他に分類されないもの）」（同9.3％）などであった。
2019年7月1日時点でJETプログラム（「語学指導等を行う外国青年招致事業」）に参加、在日していたアメリカ人は3105人（57か国中1位）であり、内訳は外国語指導助手（2958人）・国際交流員（145人）・スポーツ国際交流員（2人）であった。しかしながら、新型コロナウイルス感染症の世界的流行 (2019年-)が生じたために、入国が規制されて2020年での新規招致は行われなかった（そのため2020年7月時点の参加者集計は行われていない）。

### 地域
2021年6月末時点で在日アメリカ人（在日米軍関係者等を含まない）の居住地域は関東地方（56％）、近畿地方（14％）、中部地方（10％）が多い。また、都道府県別内訳中4位の沖縄県は4.6％にあたる。

### 家族
2015年時点で在日アメリカ人の家族の同伴率（7％）は在日外国人全体の平均（6％）より高く、3781人（6位）が来日している。日本人の配偶者のアメリカ人は17％で世界平均（7％）より高く、8724人（5位）居る。

## 歴史

### 19世紀
天保元年（1830年）、アメリカ人ナサニエル・セイヴァリーほか欧米人5人と太平洋諸島出身者25人が、ハワイから（当時のハワイはハワイ王国）小笠原諸島の父島に入植している。
正式にアメリカ人の日本国居住が認められたのは嘉永6年（1853年）の黒船来航による日米和親条約以降のことで、初期の居住者は外交官・貿易商人・宣教師などが主であった。明治維新後、お雇い外国人といわれる各方面の教師が来日するようになった。

### 戦前
第二次世界大戦前には日系アメリカ人2世に日本の教育を受けさせるために留学させたが、終戦後に帰米した者たちは戦時中の日本が行っていたとされる軍国主義の考えを持っていると思われ、差別されていた。

### 戦後
戦後になって新たに来日するようになったのはスポーツ選手である。プロ野球選手、大相撲力士、プロレスラーなどが多数来日し、それぞれの競技史上に重要な役割を果たした。日系人を除くアメリカ出身力士の幕内第一号はハワイ出身の高見山大五郎であり、大関第一号の小錦八十吉、そして曙太郎・武蔵丸光洋の二横綱を出した。現在の相撲界が「ウィンブルドン現象」といわれるほど外国出身者全盛をきわめているのも彼らアメリカ出身力士の活躍が源流であるとされる。プロレスラーの滞在は一回あたりは短期間であったが、アブドーラ・ザ・ブッチャーのように初来日から40年近くにわたって現役選手としての滞在を繰り返している者もおり、そもそもプロレス自体が日米対抗戦の形式で人気を得た競技である。1986年の調査ではアメリカ人の死亡率とは差ほど変わりなかったが、在日アメリカ人女性は脳梗塞での死亡率が上昇傾向あるという。

### 1990年代
1991年の在日アメリカ人は4万2498人であり、1995年は4万3198人だった。

### 2000年代
2000年の在日アメリカ人は4万4856人であり、2006年は5万1321人だった。2000年に日本人男性と国際結婚したアメリカ人女性は202人、アメリカ人男性と結婚した日本人女性は1483人だった。

### 2010年代
2010年の在日アメリカ人は5万667人であり、2015年は5万1523人だった
。2010年の刑法犯は167件（7位）・130人（7位）、特別法犯は73件（10位）・58人（10位）であり、粗暴犯（5位）・窃盗犯（9位）・薬物事犯（6位）が多かった。2014年のアメリカ人の犯罪は出店荒し・万引き・傷害が多かった。最近10年間で永住者が増加しており、1万512人（2006年）から1万5758人（2015年）に増加した。一方、経営者は減少しており1160人（2006年）から653人（2015年）に減少した。報道も減少しており、43人（2006年）から23人（2015年）に減少した。

## 人物
- Category:在日アメリカ人を参照